# کلاه‌برداری (فیلم ۱۹۹۲)
«کلاه‌برداری» (انگلیسی: The Sting (1992 film)) فیلمی در ژانر اکشن است که در سال ۱۹۹۲ منتشر شد. از بازیگران آن می‌توان به اندی لاو اشاره کرد.